# Jorge Elorza
Jorge O. Elorza (nascido em 24 de novembro de 1976)  é um professor de direito americano e prefeito de Providence, Rhode Island. Ele derrotou o ex-prefeito Buddy Cianci na eleição para prefeito de 2014 e em 5 de janeiro de 2015 foi empossado prefeito da cidade .

## Infância e educação
Os pais de Elorza imigraram da Guatemala em 1975.  Jorge Elorza nasceu e foi criado no West End de Providence, Rhode Island .  Ele frequentou escolas públicas locais, incluindo Asa Messer Elementary School, Bridgham Middle School e Classical High School. O primeiro de sua família a frequentar a faculdade, ele se matriculou no Community College de Rhode Island antes de se transferir para a Universidade de Rhode Island . Ele trabalhou como auditor da PricewaterhouseCoopers em Nova York e, em seguida, cursou a Harvard Law School, onde se formou com um Juris Doctor.
Após a morte de um amigo de sua cidade natal, Elorza deixou Wall Street e voltou para Rhode Island . Elorza é professora de direito na Roger Williams University School of Law. Em 2010 foi nomeado para o Tribunal de Habitação de Providência, onde substituiu Angel Taveras.

## Prefeito de Providence (2015-presente)
A corrida para prefeito de Providence em 2014 foi a primeira tentativa de Elorza em um cargo eletivo.  Foi empossado prefeito em 5 de janeiro de 2015 na escadaria da Prefeitura de Providence. No seu discurso inaugural, Elorza prometeu entregar "uma cidade que funciona" .
No início de seu primeiro mandato, Elorza foi creditado por trabalhar em estreita colaboração com a Câmara Municipal e o gabinete do governador .  Nos primeiros 100 dias, ele nomeou um "oficial de inovação" para agilizar as operações e coordenar as atividades da cidade.   Ele nomeou um representante para a comissão de ética da cidade pela primeira vez em nove anos.  Ele também alcançou os constituintes com uma "Câmara Municipal do Twitter" .
Durante seu primeiro ano no cargo, Elorza implementou um sistema de resposta a reclamações que gerou respostas a um acúmulo de milhares de reclamações não respondidas à cidade.  Os funcionários da prefeitura devem fazer um treinamento de atendimento ao cliente .  Novos contratos foram firmados com os sindicatos da Prefeitura e do Departamento de Obras Públicas e Parques .  Foi estabelecido um programa para controlar as casas abandonadas e entregá-las aos compradores que as consertarão.  Elorza também criou um esforço contra a prostituição conhecido como "Operação Backpage", que prendeu várias dezenas de homens por aliciamento .
Em 12 de setembro de 2018, Elorza ganhou renomeação para o gabinete do prefeito em vez dos adversários Kobi Dennis e Robert DeRobbio . Posteriormente, ele ganhou a eleição geral.

## Vida pessoal

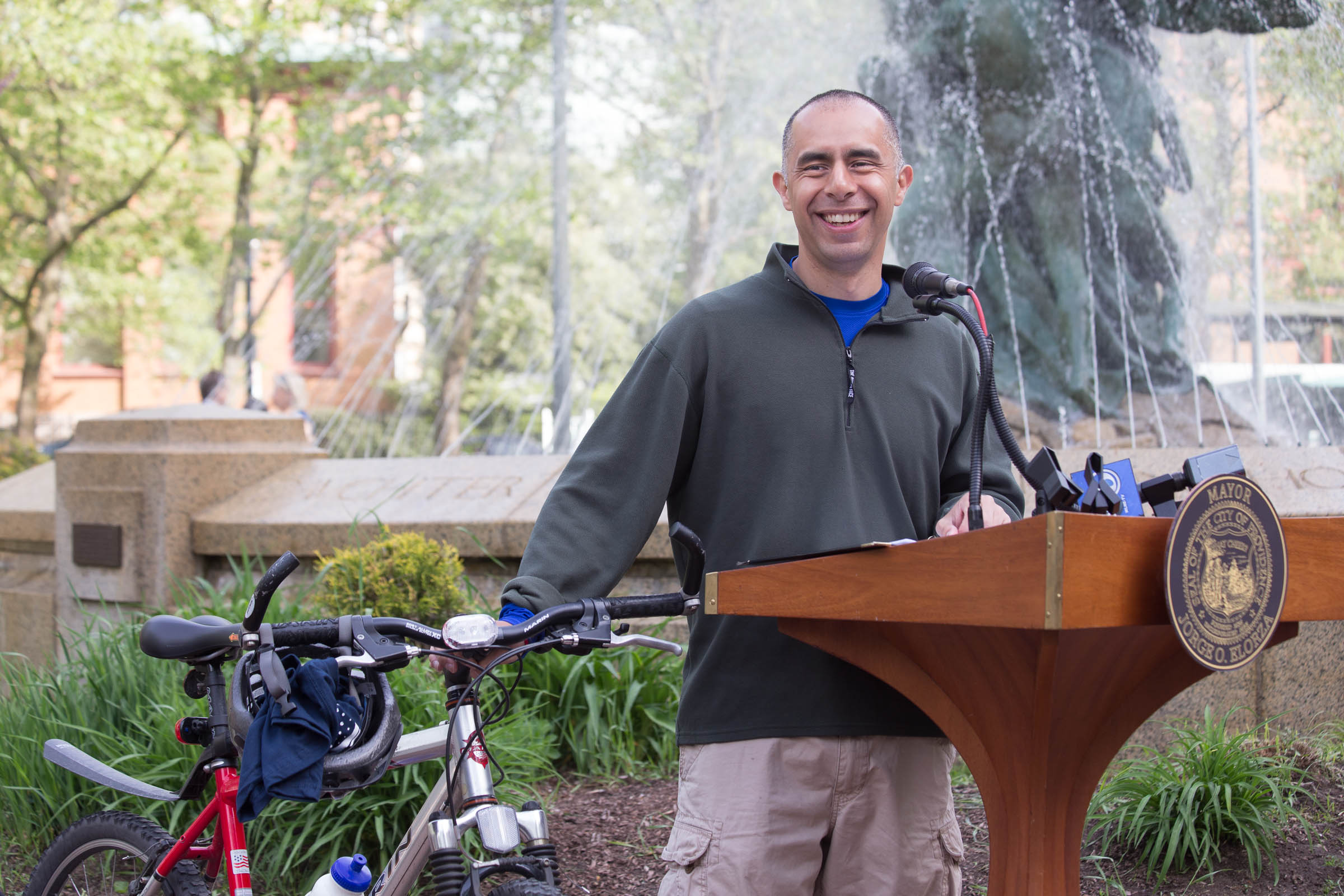
Elorza discursa em um encontro do Dia da Bicicleta para o Trabalho em Burnside Park, 15 de maio de 2015

Elorza é uma ávida ciclista e entusiasta do fitness.  Ele frequentemente se desloca de bicicleta de sua casa em Olneyville para a Prefeitura .
Em agosto de 2019, Elorza se casou com Stephanie Gonzalez, uma ex-vereadora de Central Falls. A dupla deu as boas-vindas a um menino em junho de 2018 .